# ベーカー&マッケンジー
ベーカーマッケンジー（Baker McKenzie）は、アメリカ合衆国イリノイ州のシカゴを中心とする法律事務所。

## 概要
1949年、ラッセル・ベーカー(Russell Baker)とジョン・マッケンジー(John McKenzie)により設立された。4,200人以上の法律家が所属し、47か国に77のオフィスがある。エグゼクティブ・コミッティー（最高執行委員会）のチェアはミルトン・チェン(Milton Cheng)。
英語を共通言語とし、60国籍以上の専門家が75か国語に対応する。多国籍の各種の専門家を擁し、80%以上の弁護士がアメリカ国外にて法務サービスに従事する。日本においては1995年に、従前から提携していた東京青山法律事務所との特定共同事業を開始した。

## 東京事務所
東京事務所はベーカー＆マッケンジー法律事務所（外国法共同事業）（ベーカー・アンド・マッケンジーほうりつじむしょがいこくほうきょうどうじぎょう、Baker & McKenzie  (Gaikokuho Joint Enterprise)）という名称であり、（外国法事務弁護士をパートナーとする）外国法事務弁護士事務所と（日本法弁護士をパートナーとする）法律事務所の一種のジョイント・ベンチャーである。
母体となった東京青山法律事務所は当初よりベーカー&マッケンジーと提携する形で1972年に設立された渉外事務所である。また、統合に参加した青木総合法律事務所は、明治時代からの伝統ある名門渉外事務所で、金融ブティックとして高名であった。2007年4月に、旧あさひ・狛法律事務所国際部門から、狛文夫らが参加した。
その規模は、法律事務所としては日本で6番目の準大手で、外資系法律事務所としては日本最大で、国内有数の歴史を持っている。

### 業務分野
主に一般会社法務、国際取引、M&A、ファイナンス、証券、紛争、独禁などの分野を扱う。また環境・気候変動、知財・情報通信、大型海外プロジェクト（資源、鉱業、インフラストラクチャ）、税務といった専門分野も取り扱う。

### 沿革
- 1972年 東京青山法律事務所（Tokyo Aoyama Law Office）設立（当初からベーカー&マッケンジーと提携）
- 1995年 ベーカー・アンド・マッケンジー外国法事務弁護士事務所（Baker & McKenzie Attorney at Foreign Law Office）が設立され、東京青山法律事務所との特定共同事業を開始
- 2001年 東京青山法律事務所が青木総合法律事務所（Aoki & Partners）と合併し、東京青山・青木法律事務所（Tokyo Aoyama Aoki Law Office）と改称（ベーカー・アンド・マッケンジー外国法事務弁護士事務所との特定共同事業を継続）
- 2005年 上記の特定共同事業から外国法共同事業への改組に伴い、東京青山・青木法律事務所ベーカー・アンド・マッケンジー外国法事務弁護士事務所外国法共同事業（Baker & McKenzie GJBJ Tokyo Aoyama Aoki Law Office (Gaikokuho Joint Enterprise)）に改称
- 2007年 狛文夫弁護士ら旧あさひ・狛法律事務所からの多数の弁護士の参加に伴い、東京青山・青木・狛法律事務所ベーカー・アンド・マッケンジー外国法事務弁護士事務所（外国法共同事業）（Baker & McKenzie GJBJ Tokyo Aoyama Aoki Koma Law Office (Gaikokuho Joint Enterprise)）に改称
- 2012年9月　東京都千代田区のプルデンシャルタワーから東京都港区のアークヒルズ仙石山森タワーに移転するとともに、現在の名称に改称。

#### 旧青木総合法律事務所の沿革
- 1897年 元米国横浜総領事兼在日米国裁判所判事マカイバー（Nicholas William McIvor：アイオワ州弁護士）が、横浜にマカイバー法律事務所を開設
- 1914年 東京帝国大学法学部英米法教師カウフマン（James Lee Kauffman：ペンシルベニア州・ニューヨーク州弁護士）が参加し、マカイバー・カウフマン法律事務所（McIvor & Kauffman）に改称
- 1918年ころ スミス、山本俊麿が参加し、マカイバー・カウフマン・スミス・山本法律事務所（McIvor, Kauffman, Smith & Yamamoto）に改称
- 1924年 東京連絡事務所を丸の内・三菱仲12号館5号に置く。
- 1926年 カウフマンが米国に帰国し、ニュー・ヨークにマカイバー・カウフマン法律事務所を開設
- 1945年ころ スミスの引退(1938年)を踏まえ、マカイバー・カウフマン・山本法律事務所（McIvor, Kauffman & Yamamoto）に改称
- 1952年 丸の内・三菱仲12号館5号に移転
- 1962年 丸の内・新東京ビルに移転し、山本の引退・クリステンセン（John B. Christensen）のパートナー就任に伴いマカイバー・カウフマン・クリステンセン法律事務所（McIvor, Kauffman & Christensen）に改称
- 1985年 青木・クリステンセン・野本法律事務所（Aoki, Christensen & Nomoto）に改称
- 1994年 丸の内・富士ビルに移転
- 2000年 青木総合法律事務所に改称
- 2001年 東京青山法律事務所と統合して、東京青山・青木法律事務所に